# Jannetje Hootsen
Jannetje Hootsen (Veenendaal, 9 maart 1860 - aldaar, 2 december 1919) was een Nederlandse sekteleider.

## Biografie

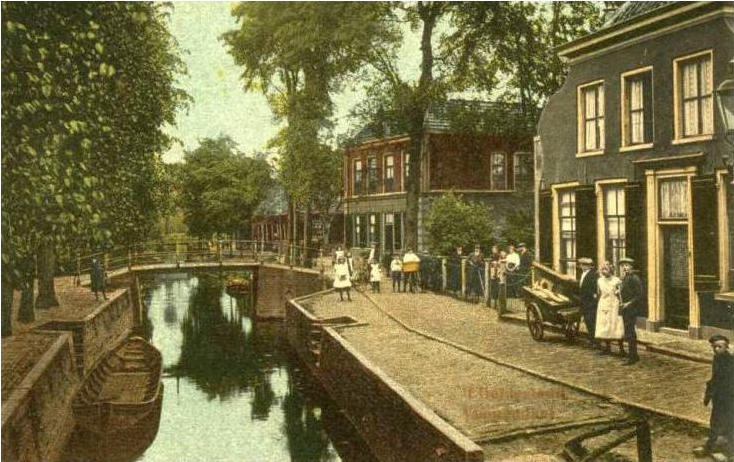
Boveneindsegrift in Veenendaal in 1907 - het huis rechts tegenover de brug werd voor Hootsen gebouwd door Teunis Hogendoorn

Hootsen werd in 1860 in het toenmalige Gelders Veenendaal  geboren als dochter van de wolkammer Dirk Hootsen en Geertrui van Harn. Zij slaagde er niet in om haar opleiding tot onderwijzeres met succes af te ronden. Al op jeugdige leeftijd voelde zij zich aangetrokken tot een bevindelijke manier van geloven, die gepraktiseerd werd in de kringen van de ledeboerianen en die gebaseerd was op de geschriften van de Nadere Reformatie. De metselaarsknecht Tijmen van Dijk was een van de ledeboerianen, die haar in sterke mate heeft beïnvloed.

## Jannegiesgeloof
Gaandeweg begon Hootsen haar eigen geloofsgemeenschap te vormen. Deze groep concentreerde zich rond haar geboorteplaats Gelders Veenendaal, in Polsbroekerdam en in de Alblasserwaard rond Brandwijk en Molenaarsgraaf. Omdat zij vanwege haar zwarte haren ook wel Zwart Jannetje werd genoemd kregen haar volgelingen de naam Zwartjannetjes en werd hun geloof ook het Jannegiesgeloof of het Antjesgeloof genoemd. Haar bijeenkomsten verliepen tamelijk geëxalteerd, waarbij zij dan "beroerd werd door de Geest". Haar volgelingen beschouwden haar als de personificatie van de Heilige Geest. Ze werd ook wel aangeduid als de Vrouwe Christi. Hootsen wees overheidsbemoeienis van de hand. Hulp van artsen en veeartsen was overbodig , want alleen God beschikte, volgens haar, over het lot van mens en dier.
In de persoon van de weduwnaar Teunis Hogendoorn (1860-1949), een boer uit Polsbroek, vond zij een medestander, die haar zowel in materieel opzicht als in geestelijk opzicht steunde. Deze huisgenoot nam in de laatste periode van haar leven steeds meer haar rol als oefenaar over. Zij oordeelde uiterst negatief over de gevestigde kerken en hun predikanten. Zo typeerde zij alle kerken en predikanten als vijanden van Gods volk. Toch is zij haar hele leven lid van de hervormde kerk gebleven. Haar verhouding met Hogendoorn was onderwerp van een geruchtenstroom over Hootsen en haar volgelingen. In een artikel in Het Parool in 1960 vergeleek de schrijver haar optreden met dat van Lou de Palingboer in de jaren vijftig en zestig van de 20e eeuw. Hij zag opmerkelijke parallellen in het optreden van beide sekteleiders.

## Overlijden
Hootsen overleed in december 1919 aan een ziekte op 59-jarige leeftijd in Gelders Veenendaal. Na haar overlijden viel de sekte die haar als onsterfelijk zag op den duur uiteen.